# Приключения Бошена
«Приключения Робера Шевалье, прозванного Бошеном, капитана флибустьеров в Новой Франции» (фр. Les Aventures de M. Robert Chevalier, dit de Beauchêne, capitaine de flibustiers dans la Nouvelle France) или просто «Приключения Бошена» — авантюрный роман французского писателя Алена-Рене Лесажа, опубликованный в 1732 году.

## Сюжет
Роман написан на основе подлинного дневника канадского флибустьера Бошена, умершего во Франции в 1731 году. Повествование прерывается на полуслове, так как в руки Лесажа попала только часть дневника.

## Значение
«Приключения Бошена» стали первым произведением европейской художественной литературы, в котором достаточно подробно и реалистично рассказывается о Новом Свете. Автор старается передать местный колорит, текст изобилует техническими терминами, словами и даже целыми фразами из языков индецев и чёрных рабов. В этом смысле роман Лесажа предвосхищает популярные в XIX веке приключенческие романы Майн Рида, Густава Эмара и других авторов.